# 茨城県立水戸第一高等学校・附属中学校
茨城県立水戸第一高等学校・附属中学校（いばらきけんりつ みとだいいちこうとうがっこう・ふぞくちゅうがっこう）は、茨城県水戸市三の丸に所在する県立高等学校・中学校。

## 概要
1878年（明治11年）に茨城師範学校（現在の茨城大学教育学部）の予備学科として設置された。近代の学校制度下で設置された高等学校（に現在相当する学校）としては県内最古の高等学校である。
明治期に幾度かの改称を行い、1901年（明治34年）以降は「茨城県立水戸中学校」となる。1948年（昭和23年）に学制改革を迎え、新制高等学校への改組などにより現在の「茨城県立水戸第一高等学校」が成立。当初は全日制の課程と「通信による教育」（後の「通信制」）を行っていたが、1975年（昭和50年）に通信制は廃止された。
2021年（令和3年）に附属中学校が開校した。

### 特徴
敷地は水戸城の旧本丸跡地に立地しており、水戸城では唯一現存する建築物である薬医門が校内に移築されている。全校生徒が一昼夜かけて70キロを歩き切る「歩く会」が名物行事である。「奥久慈コース」「つくばコース」「東海コース」の３つのコースがある。恩田陸の小説であり、演劇や映画化された「夜のピクニック」のモデルになっている。

### 校歌、応援歌について
校歌は第一校歌、第二校歌の二つが、応援歌は第一応援歌と第二応援歌の二つが存在する。現在一般的に歌われるのは第一校歌のみである。
第一校歌の歌詞は1908年に水戸一高の前身である茨城師範学校予備学科時代に生徒から募集されたが、一等に該当するものが無く、同年11月11日に職員によって制定された。(このときまで歌われていた校歌はこのとき廃止された。)戦時中は校歌はあまり歌われなかったが、戦後1950年、それまで戦争により歌われてこなかった校歌が応援団の復活により一番のみを歌うようになった。その後しばらくして生徒手帳に二番の歌詞が印刷されることになる。この二番の歌詞の歌われ始めについては、学校側は関与しておらず、生徒が自然と歌い始めたという説が有力である。また、後述にある菊池謙二郎の「舌禍事件」によってストライキが起こされた時に生徒が歌っていたものを、歌詞を少し変えて歌い継がれているという説もある。その後、校歌に関して校歌が作られた当時との時代性の錯誤等から議論がなされてきたが、制定された当時から校歌は一字たりとも変わっていない。

### 進学実績
2025年度の進学実績は、国立大学が筑波大学27名、東北大学17名、北海道大学11名、千葉大学11名など。私立大学が明治大学79名、東京理科大学72名、法政大学61名、千葉工業大学59名、芝浦工業大学50名、早稲田大学45名、慶應義塾大学21名など。

### 通称
水戸市周辺では「一高」（いちこう）の通称で呼ばれているが、県内各地に「一高」が存在するため、水戸市周辺以外では「水戸一高」（みといちこう）や「水戸一」（みといち）などと呼び区別される。
これらの他に「水高」（すいこう）の略称が用いられることがあり、硬式野球部の応援の際に披露される応援団の演目（「技」と呼ばれる）に「水高サンバ」「ダッシュ水高」といった名前のものがあるほか、後述の「第二校歌」の歌詞の中にも登場する。ただし本校関係者においても「水高」の略称は野球応援など限られた場面以外では使用しないことが多く、また「すいこう」が同じく水戸市内にある県立水戸工業高校を指す一般的な通称「水工」（すいこう）と同音であることから、本校関係者以外が特に本校を指して「すいこう」と称することは無い。
なお（旧制）水戸中学校時代の卒業生を中心に、「水中」（すいちゅう）との呼称が用いられることもある。

## 沿革
- 1878年（明治11年） - 「茨城師範学校予備学科」として開校
- 1880年（明治13年） - 「茨城中学校」として師範学校から独立（現行の私立茨城中学校とは別）
- 1883年（明治16年） - 「茨城第一中学校」に改称
- 1886年（明治19年） - 中学校令公布にともない「茨城中学校」に改称。さらに同年「茨城県尋常中学校」に再改称
- 1896年（明治29年） - 旧水戸城に校舎を新築し移転
- 1897年（明治30年） - 土浦分校、下妻分校（それぞれ現在の土浦第一高等学校、下妻第一高等学校）開校
- 1898年（明治31年） - 「知道会」（同窓会組織）創設
- 1899年（明治32年） - 中学校令改正にともない「茨城県中学校」に改称
- 1900年（明治33年） - 土浦、下妻両分校の独立にともない「茨城県水戸中学校」に改称。同年太田分校（現在の太田第一高等学校）開校
- 1901年（明治33年） - 「茨城県立水戸中学校」に改称
- 1908年（明治41年） - 校歌制定
- 1921年（大正10年） - 当時の校長・菊池謙二郎の「舌禍事件」[8]、本校生徒による同盟休校（学生ストライキ）に発展
- 1929年（昭和4年） - 本城橋（初代）完成、野球部が甲子園初出場
- 1938年（昭和13年） - 健歩会発足
- 1942年（昭和17年） - 「鍛錬行軍」開始（現在の「歩く会」の前身とされる行事）
- 1945年（昭和20年）8月2日 - 水戸空襲により校舎焼失、9月より青空教室開始、10月より旧三七部隊跡に移転
- 1947年（昭和22年） - 旧水戸城（現校地）に校舎3棟竣工
- 1948年（昭和23年） - 新制高校「茨城県立水戸第一高等学校」発足、通信教育部開講
- 1949年（昭和24年） - 最初の「歩く会」を福島県の勿来（現在のいわき市）～水戸間で実施
- 1950年（昭和25年） - 初めての女子生徒が入学
- 1969年（昭和44年） - 学園紛争
- 1971年（昭和46年） - 服装自由化
- 1975年（昭和50年） - 通信制廃止
- 1978年（昭和53年） - 創立100周年記念式典挙行、「知道会館」竣工、『水戸一高百年史』刊行。
- 1981年（昭和56年） - 薬医門（旧水戸城門）復元
- 1995年（平成7年） -  普通教室に暖房設置
- 1997年（平成9年） - 校舎改築工事開始
- 2002年（平成14年） - 本城橋（現行）開通
- 2005年（平成17年） - 単位制開始
- 2006年（平成18年） - 普通教室・講義室にエアコン設置
- 2021年（令和3年） - 附属中学校開校[9]

## アクセス
- 水戸駅より徒歩約12分
- 茨城交通バス・関東鉄道バス「三高下」停留所下車。なお三高下停留所の一つ先に「一高下」というバス停留所が存在するが、現在同停留所から学校内への通路は通行が禁じられている。
- また学校敷地の南側を通る国道51号線は1966年（昭和41年）5月まで運行していた市内電車・茨城交通水浜線の線路跡に沿って建設されており、前出の三高下バス停留所と一高下バス停留所の間に一高下電停という電車の停留所が存在した。電停からは旧城壁を登り校内に通じる石段を備えた通路が存在したが、現在は廃道となり生い茂る草木に埋もれて通行することはできなくなっている。

## 校章・校旗

### 校章
水戸中学時代は篆書体で縦書きされた「中學」の図案を校章としていた。1947年夏、翌年に新制高校移行を控えた水戸中学では美術教師を中心に新校章制定の準備が行われ、
美術の授業の課題として、生徒が図案を制作した。生徒からは旧制水戸高の校章に似た図案や水戸中学時代の校章「中學」に似た図案、ローマ字を用いた図案なども寄せられ、検討を重ねた結果、「水」の文字を黄金分割に基づいて図案化した物が新校章に決定した。1948年4月8日の始業式の席上、校長は新校章を「荘子」逍遥遊篇にある鵬になぞらえて披露した。

## 部活動・同好会など
部活動も活発で、1992年（平成4年）には、クイズ研究同好会が全国高等学校クイズ選手権で優勝している。
同じく同好会組織だった鉄道研究会は、かつて一般社団法人日本鉄道テーマ検定実行委員会が主催する鉄道テーマ検定2級のスコアを競う全国高校鉄道研究会対抗選手権」（通称：鉄研甲子園）で第1回(2012年)と第2回(2013年)において2連覇を果たしているが、既に実質廃部となっている。選手権自体も第4回を最後に終了した。
硬式野球部の創部は1891年（明治24年）で、1896年（明治29年）10月17日に宇都宮中と行った試合は旧制中学野球部同士の最初の対抗戦と言われている。本校の校舎とグラウンドは水戸城跡にあり、2022年7月、野球殿堂博物館と日本野球機構、全日本野球協会の「日本野球聖地・名所150選」に選ばれた（敷地内に飛田穂洲と石井連藏の記念碑がある）。硬式野球部は過去3回甲子園に出場している（うち2回は旧制中学時代）。
水戸一高ホームページに載っている部活動一覧
運動部
硬式野球部
陸上部
水泳部
バスケットボール部
卓球部
ソフトテニス部
ハンドボール部
ラグビー部
サッカー部
剣道部
軟式野球部
弓道部
バドミントン部
山岳部
テニス部
柔道部（休部中）
相撲部（休部中）
文化部
演劇部
写真部
史学部
ESS（英語研究会部）
生物同好会部
天文部
化学部
美術部
吹奏楽部
書道部
茶道部
JRC部（部員不足により活動休止中・生徒会が活動を実施中）
棋道部
漫画研究会部
放送部
アマチュア無線部
合唱部
同好会
軽音楽同好会
アコースティックギター同好会（部員ゼロ・募集中）
クイズ研究同好会
映画同好会
折紙研究同好会
ダンス同好会
鉄道研究同好会（活動休止中）

## 学校内の史跡・文化財

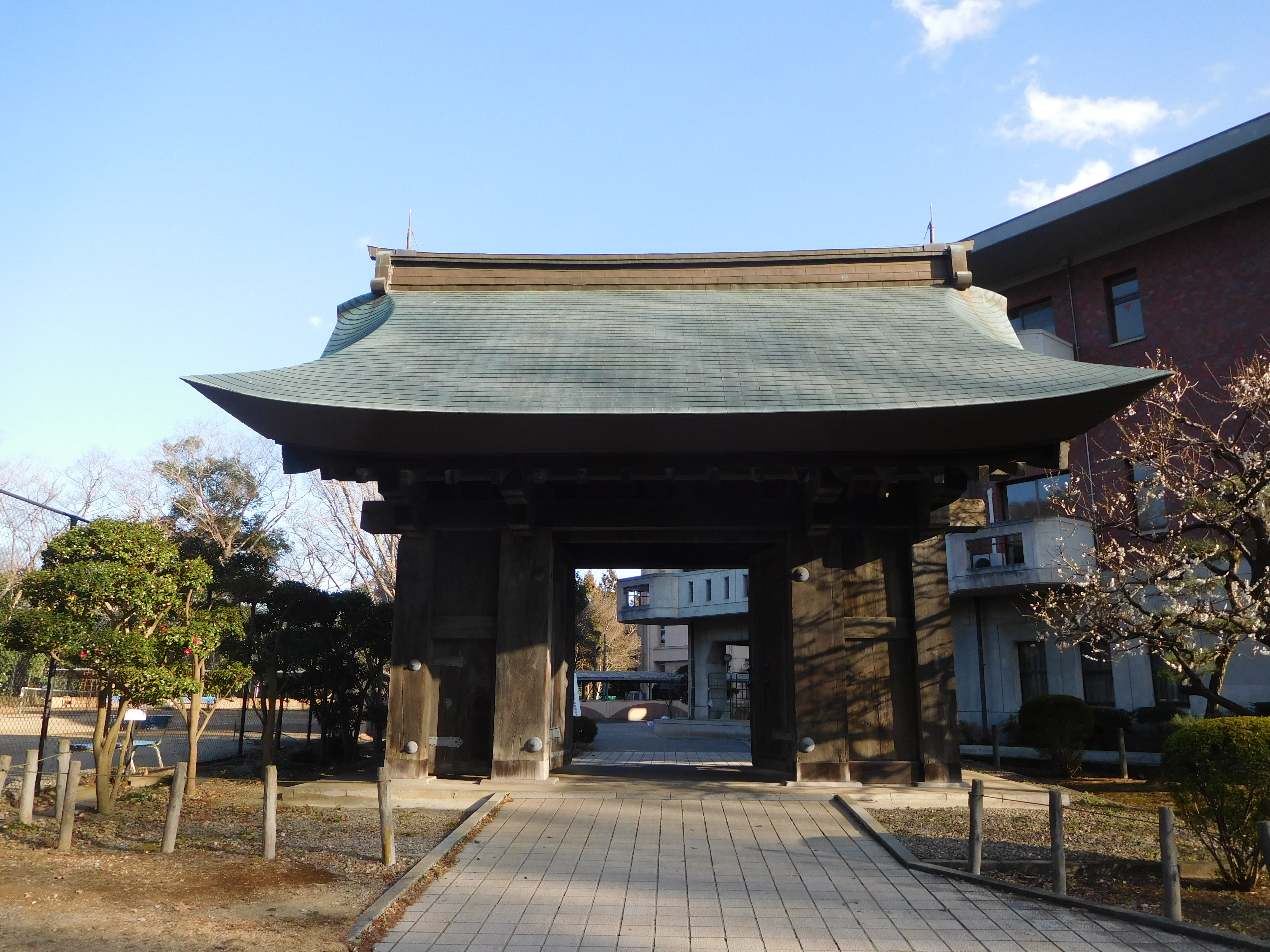
校内にある水戸城薬医門

学校敷地の北西側に移築されている水戸城薬医門は、安土桃山時代の様式で造られた水戸城の城門であり、1983年（昭和58年）に茨城県指定文化財に指定されている。明治以降は複数の所有者を経て移築を繰り返し、現在は茨城県教育委員会が管理を行っている。門に関して現存する史料は少なく、謎も多い建築物であると言われる。

## 著名な出身者

### 学界
- 岩間厚志（東京大学医科学研究所副所長）
- 中野久松（法政大学名誉教授、英国スウォンジー大学栄誉教授、工学博士、電磁波工学）
- 時野谷常三郎（京都帝国大学教授、西洋史）
- 斎藤隆三（風俗史家、文学博士）
- 飯田瑞穂（中央大学名誉教授、古代史）
- 飯田吉英（畜産学者）
- 戸沢正保（東京外国語学校長、英文学）
- 牧二郎（元京都大学基礎物理学研究所所長、素粒子物理学）
- 相良亨（東京大学教授、倫理学）[15]
- 大石泰彦（元東京大学経済学部長、厚生経済学）
- 風祭元（元東京都立松沢病院院長、精神医学者）
- 大森健一（元獨協医科大学学長、精神病理学者）
- 海後宗臣（東京大学名誉教授、教育学者）
- 海後勝雄（埼玉大学名誉教授、教育学者）
- 栗原百寿（元拓殖大学教授、農業経済学者）
- 石井武比古（東京大学名誉教授、放射光学）
- 松野太郎（東京大学名誉教授、気象学者。日本学士院賞、世界気象機関賞）
- 谷口幸男（広島大学名誉教授、ドイツ・北欧文学）
- 初瀬龍平（神戸大学名誉教授、国際関係論）
- 神原秀記（日立製作所フェロー）
- 鳥居泰彦（経済学者、文部科学省中央教育審議会会長、第16代慶應義塾大学塾長）
- 石川城太（一橋大学教授）国際経済学
- 山本良一（東京大学名誉教授、環境工学）
- 郡司篤晃（元東京大学教授、保険医学）
- 下村英紀（明治ビジネススクール教授、東北大学大学院経済学研究科（会計大学院）教授、租税法、元財務官僚）
- 櫻井明久（駒沢大学教授、地理学）
- 日高昭二（神奈川大学教授、日本近代文学）
- 藤岡貞彦（元一橋大学社会部長、教育学者）
- 後藤和子（埼玉大学教授、文化経済学）
- 諸澤英道（元常磐大学学長、犯罪学）
- 平㔟隆郎（東京大学東洋文化研究所名誉授、中国史家）
- 桜井英治（東京大学総合文化研究科教授、日本中世史）
- 高崎宗司（津田塾大学教授、韓国問題評論家、アジア女性基金運営審議会委員長）
- 津田彰（久留米大学名誉教授、元日本健康支援学会会長、元日本行動科学学会会長、心理学者）
- ましこ・ひでのり（中京大学教授、社会学者）
- 豊田ひろ子（東京工科大学教授、言語学者）
- 鳥飼行博（中央大学教授、経済学）
- 山川隆一（東京大学教授、労働法）
- 小田部雄次[16]（静岡福祉大学名誉教授、日本近現代史）
- 室井尚（横浜国立大学教授、美学者）
- 碇朋子（明星大学准教授、マーケティング論）
- 大津秀一（緩和医療医、作家）
- 永井道明（東京高等師範学校教授、体育学）[17]
- 宗田聡（筑波大学大学院 人間総合科学研究科非常勤講師、産婦人科医）
- 岡田昌彰（近畿大学教授、土木史）

### 芸術・芸能
- 小泉堯史（映画監督）
- 深作欣二（映画監督）
- 柳町光男（映画監督、「火まつり」、「カミュなんて知らない」など）
- 大川俊道（脚本家、映画監督）
- 川又昂（映画撮影監督、小津安二郎監督の下で撮影助手、大島渚、野村芳太郎監督の作品の多くで撮影監督を務めた）
- 畑中佳樹（映画評論家、米文学者、東京学芸大学教授）
- 斎藤英治（映画評論家、米文学者、明治大学教授）
- 深町章（映画監督、旧名・稲尾実、荻西太郎）
- 宮崎恭一（映画・音楽プロデューサー）
- 三神真彦（映像作家、小説家）
- 大久保康雄（翻訳家、英米文学者）
- 長塚節（歌人、小説家、正岡子規の弟子） - 茨城尋常中学校の時代に中途退学
- 矢野目源一（詩人、作家）
- 宇野喜代之介（小説家、教育者）
- 菊池幽芳（小説家）
- 渡辺啓助（推理作家）
- 渡辺温（推理作家）
- 檜山良昭（推理作家、SF作家）
- 郡司次郎正（小説家）
- 恩田陸（小説家、直木三十五賞・山本周五郎賞・本屋大賞受賞）
- 松崎有理（SF小説家）
- 佐々木中（思想家、作家） - 中途退学
- 富田正文（作家、福沢諭吉研究家、日本学士院賞受賞）
- 佐藤俊介（吹奏楽作曲家）
- 木内克（彫刻家）
- 大谷省吾（美術史研究家、東京国立近代美術館)
- 辻永（洋画家）
- 鈴木良三（画家）
- いばら美喜（漫画家）
- 道口瑞之（ミュージカル俳優）
- 町田旭（作曲家、代表作「茨城県民の歌」）
- 河原泰則（WDRケルン放送交響楽団首席コントラバス奏者）
- 小川瞳（ピアニスト）
- 大塚利恵（シンガーソングライター）
- 小泉信彦（キーボーディスト、音楽プロデューサー）
- 今瀬剛一（俳人）
- 磯崎寛也（画家、詩人）

### マスコミ・ジャーナリスト
- 五来欣造（読売新聞主筆、作家、政治学者）
- 石河幹明（時事新報主筆、ジャーナリスト、福沢諭吉研究家）
- 伊藤正徳（ジャーナリスト、軍事評論家）
- 立花隆（東京大学教授、ジャーナリスト） - 東京都立上野高等学校へ転校のため中途退学
- 篠田博之（『創』編集長）
- 石井哲也（フリーアナウンサー、元NHK・茨城放送アナウンサー)
- 大藤晋司（テレビ北海道アナウンサー）
- 太田英明（文化放送アナウンサー）
- 小林美希（ジャーナリスト）
- 大関隼（ラジオNIKKEIアナウンサー）

### 建築家
- 石井敬吉（建築史家）
- 妹島和世（プリツカー賞受賞者）
- 八束はじめ
- 吉原正
- 佐藤昌樹
- 金箱温春（建築構造家）
- 日埜直彦

### 政界
- 中井川浩（元衆議院議員、放校の後日本中学校を卒業）
- 名越時中（元水戸市長、陸軍軍人）
- 橋本昌（元茨城県知事）
- 塚原俊郎（元衆議院議員、労働大臣）
- 種田誠（弁護士、元参議院議員）
- 藤田幸久（参議院議員、立憲民主党）
- 小林元（元参議院議員、民主党）
- 森元治郎（元参議院議員、日本社会党）
- 山口那津男（参議院議員、元衆議院議員、公明党代表）
- 高野博師（元参議院議員、元環境副大臣、公明党）
- 福島伸享（元衆議院議員）- 神奈川県立鎌倉高等学校に転校
- 大井川和彦（茨城県知事）
- 村上達也（元東海村村長）
- 鈴木定幸（常陸大宮市長）
- 上遠野修（城里町長）

### 官界
- 下河辺淳（国土庁事務次官、総合研究開発機構理事長）
- 西野元（大蔵次官、枢密顧問官）
- 小島新一（商工次官、八幡製鐵社長）
- 金澤昭雄（第13代警察庁長官）
- 仁平圀雄（第77代警視総監）
- 荷見安（農林次官、全国農業協同組合中央会会長）
- 吉岡荒造（台北州知事）
- 高久泰文（参議院法制局長官、拓殖大学教授）
- 滝崎成樹（外交官、外務省アジア大洋州局長、内閣官房副長官補）
- 沢田節蔵（外交官、駐ブラジル大使、東京外国語大学初代学長）
- 高瀬侍郎（外交官、拓殖大学総長）
- 坂場三男（外交官、駐ベルギー大使）
- 栗田健男（海軍中将）
- 谷萩那華雄（陸軍少将）
- 井川省（陸軍少佐）
- 永井八津次（陸軍少将）
- 勝山淳（海軍少佐、回天特攻の搭乗員）
- 細田徳寿（内務官僚、大分県知事）
- 金子義昭（大蔵官僚、東証専務理事）
- 望月明雄（内閣官房内閣審議官、内閣官房デジタル行財政改革会議事務局長代理、総務省大臣官房地域力創造審議官、第15代内閣府沖縄振興局長）[18]
- 吉永隆博（気象庁次長）[19]

### 財界
- 德永俊昭（日立製作所社長）
- 戸田利兵衛（戸田建設創業者）
- 鬼澤邦夫（常陽銀行元頭取・元会長）
- 笹島律夫（常陽銀行元頭取・会長）
- 井坂孝（東京ガス社長、横浜興信銀行設立者）
- 檜山廣（丸紅元会長）
- 柿木厚司（JFEホールディングス社長）
- 川又克二（日産自動車元社長・元会長）
- 足立吉正（JX日鉱日石金属元社長）
- 遠藤裕之（ケーズホールディングス元社長）
- 堀義人（グロービス・キャピタル・パートナーズ代表）
- 宮田裕司（水戸ホーリーホック元社長）
- 八剱洋一郎（SAPジャパン元社長、AT&T元アジア太平洋地域プレジデント、ウィルコム元社長）
- 大内厚（高砂熱学工業会長・元社長）
- 高柳淳之助（池上電気鉄道元社長、元衆議院議員、著述家） - 茨城県立尋常中学校の時代に中途退学

### 法曹界
- 秋元理匡（弁護士）
- 軍司育雄（日本弁護士連合会副会長、法テラス東京初代所長）
- 花井忠（弁護士、元検事総長、元中央大学教授）

### スポーツ
- 常陸山谷右エ門（大相撲第19代横綱） - 旧制・水戸中学校の時代に中途退学
- 飛田穂洲（元早稲田大学野球部監督、新聞記者）
- 菊池揚二（柔道家） - 菊池謙二郎の次男、旧制水戸中学校在籍中に講道館二段、後に九段[20]、東京五輪審判等。
- 米山弘（競泳選手、1928年アムステルダムオリンピック銀メダリスト
- 石井連蔵（元早稲田大学野球部監督）
- 玉造陽二（元プロ野球選手、西鉄ライオンズ外野手）
- 桑名重治（元プロ野球選手）
- 井上庸（プロボクサー）
- 難波靖治（ラリードライバー、ニッサン・モータースポーツ・インターナショナル初代会長）

### その他
- 川嶋虎之輔（陸軍軍人、政治家）
- 菊池謙二郎（教育者） - 茨城第一中学校期に退学、第二高等学校 (旧制)校長等の後、旧制水戸中学校校長
- 徳大寺有恒（自動車評論家）
- 橘孝三郎（政治運動家、思想家）
- 本間憲一郎（国家主義者、柴山塾頭）
- 持丸博（政治活動家、作家）
- 坂口博信（ゲームクリエイター、『ファイナルファンタジーシリーズ』の生みの親）
- 藤田卯一郎（松葉会初代会長）
- 安島昶（教育者）
- 長谷川五郎（オセロの開発者）
- 武石浩玻（飛行家）